# Vroenhof (Warmond)
Vroenhof is een buitenplaats in het Nederlandse dorp Warmond, provincie Zuid-Holland. De buitenplaats bestaat uit twee gedeeltes die van elkaar worden gescheiden door de Herenweg. Aan de westzijde van de Herenweg bevindt zich het woonhuis, aan de oostzijde de overtuin.
De buitenplaats Vroenhof is een rijksmonument.

## Naamgeving
De buitenplaats heeft meerdere namen gedragen. In 1796 werd gesproken van Ruimzigt, maar in 1817 kreeg de buitenplaats de naam Weltevreden. Deze naam werd ook gegeven aan het nieuwe herenhuis dat Johan de Crane in 1865 liet bouwen. Na het overlijden van A.J. Kamerlingh Onnes in 1933 kreeg de buitenplaats de huidige naam Vroenhof.

## Geschiedenis
De oorspronkelijke buitenplaats lag op het perceel aan de oostzijde van de Herenweg, de huidige overtuin. Op een kaart uit 1667 staat daar een herenhuis aangegeven, dat in bezit was van Catharina Vorstius.
In de 18e eeuw was het huis in eigendom van de Leidse arts Franciscus Theodorus van Zelst, die het na zijn overlijden in 1777 aan zijn weduwe Magdalena Tempelaar naliet.

### Familie Bijleveld
Dankzij zijn huwelijk met eigenaresse Anna van Eijk kreeg Theodorus Bijleveld de buitenplaats in 1817 in bezit. Anna had al twee kinderen uit een eerder huwelijk en kreeg met Theodorus nog eens vijf kinderen. Ze gaven de buitenplaats een nieuwe naam: Weltevreden. Het landgoed was inmiddels ook groter geworden, met percelen aan de westzijde van de Herenweg.
Anna overleed in 1830 en Theodorus bleef tot 1836 op Weltevreden wonen. In dat jaar verhuisde hij naar Leiden, waar hij een jaar later overleed.

### Afbraak en herbouw
Abraham van Eijk Bijleveld, zoon van Theodorus en Anna, verkocht in 1861 de buitenplaats aan notaris Johan de Crane. Waarschijnlijk was het huis vervallen geraakt, want De Crane liet een jaar later het huis afbreken en bouwde in 1865 een nieuw herenhuis op het perceel aan de westzijde van de Herenweg. Ook dit huis kreeg de naam Weltevreden.
De Crane gebruikte Weltevreden als vast woonadres en vestigde er zijn notariskantoor. Zijn medewerker en kandidaat-notaris J.W.J. Pape huurde in 1881 het huis en nam de notarispraktijk over. Pape liet de oranjerie bouwen. Na zijn overlijden in 1894 nam kandidaat-notaris J.F.S. Frijlinck de praktijk over, om drie jaar later de hele buitenplaats aan te kopen.

### Familie Kamerlingh Onnes
In 1922 kocht A.J. Kamerlingh Onnes, broer van de natuurkundige  H. Kamerlingh Onnes, de buitenplaats. Hij liet twee vleugels toevoegen aan het rechthoekige hoofdgebouw. Hij overleed in 1933 en liet Weltevreden na aan zijn familie, die de buitenplaats voortaan Vroenhof noemde.
Van de vier hectare grond die in de 19e eeuw bij Weltevreden hoorde, was in de 20e eeuw 2,5 hectare overgebleven. De weilanden aan de Leede waren verkocht aan de gemeente, die er in 1897 een haven aanlegde. Aan de westzijde werd eveneens grond verkocht aan de gemeente: daar verrees in 1973 een woonwijk.

## Beschrijving

### Voorgangers
De voorgangers van het huidige landhuis bevonden zich op het stuk grond ten oosten van de Herenweg, de huidige overtuin. Het 17e-eeuwse huis werd destijds omschreven als een herenhuis. Het is echter niet bekend hoe het er uit zag en in hoeverre het al een buitenplaats was.
Over het 18e-eeuwse huis van de arts Van Zelst is wel het een ander bekend. Het was een onderkelderd huis met een bovenverdieping. Er was tevens een dubbele zolder, hetgeen wijst op de aanwezigheid van twee schilddaken. Naast een woonkamer, keuken en slaapkamers bevatte het huis een omvangrijke bibliotheek. In de tuin stonden drie tuinkoepels en een stal.
De grond aan de westzijde van de Herenweg werd gebruikt als nutstuin, met een boomgaard en moestuin.

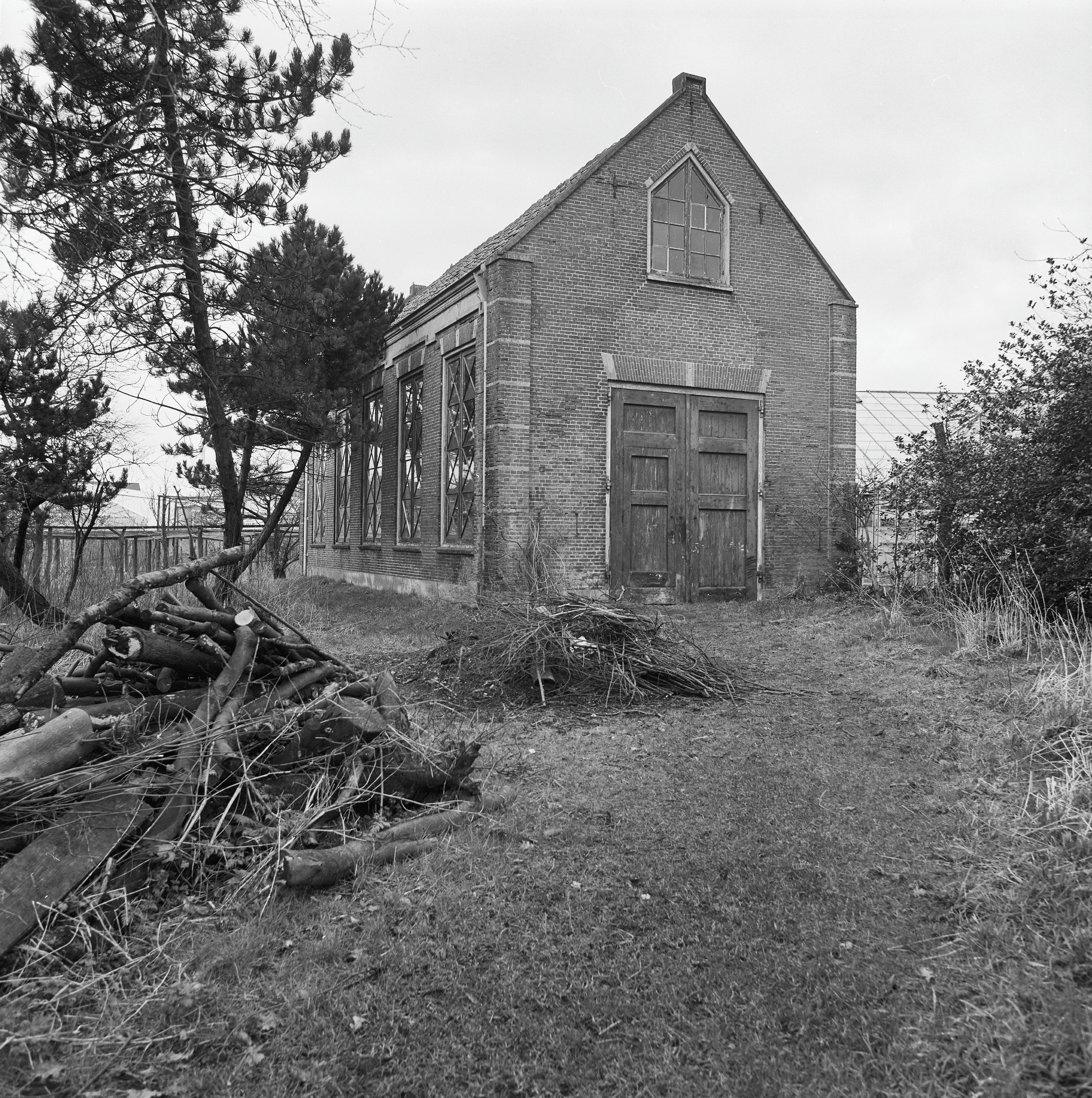
De oranjerie in 1975

### Huidig landhuis
Het huidige landhuis bestaat uit een vierkant hoofdgebouw uit 1865 en zijvleugels uit 1924 en 1930. Het huis is gebouwd op de grond ten westen van de Herenweg, waar zich oorspronkelijk de nutstuinen bevonden.
Het hoofdgebouw is ontworpen in een eclectische stijl en bestaat uit baksteen met versieringen uit kunststeen. De kunststeen is gegoten uit Portlandcement, dat niet alleen voordeliger was dan natuursteen maar ook meer ontwerpvrijheid gaf aan de aannemer.
Het vijf traveeën brede hoofdgebouw heeft twee verdiepingen van verschillende hoogtes. De bovenverdieping is niet alleen hoger dan de benedenverdieping maar is ook rijker gedecoreerd. Dit geeft de benedenverdieping het idee van een bel-etage. Het huis wordt afgedekt door een vlak schilddak met leisteen en een dakkapel.
De voorgevel is het rijkst gedecoreerd. Tussen pilasters is de toegang gesitueerd, waarboven zich een balkon bevindt. In het fries aan de bovenzijde van de gevel is de naam Vroenhof aangebracht.
De zuidelijke zijvleugel werd in 1924 toegevoegd om een eetkamer en biljartkamer in onder te brengen. Zes jaar later werd de noordelijke zijvleugel gebouwd, met een garage en woonverblijf.

### Tuin
De tuinaanleg in landschapsstijl zal waarschijnlijk in 1865 tot stand zijn gekomen, met behoud van enkele oudere elementen als bomen, paden en een vroeg-19e-eeuwse tuinmuur. Bij het ontwerp van de tuin is rekening gehouden met de zichtas vanuit het huis: aan de achterzijde van het huis werd uitgekeken op de weilanden ten westen van Warmond, aan de voorzijde was een doorkijk naar de Leede. Met de bouw van de woonwijk in 1973 aan de westzijde kwam een einde aan het zicht op de weilanden en werd de tuin afgezet met bomen om inkijk tegen te gaan. De doorkijk naar de Leede is behouden vanwege een servituut uit 1861, dat een vrije doorkijk garandeert vanuit het voormalige tuinmanshuis en daarmee dus ook vanuit het hoofdgebouw.
Aan de voorzijde van het hoofdgebouw ligt een rechthoekige vijver. Net als de slingerende vijver aan de zijkant gaat het om een voormalige, tot vijver vergraven sloot.
De oranjerie verscheen in 1881 aan de noordzijde van de tuin. De noordelijke muur van de oranjerie is op de vroeg-19e-eeuwse tuinmuur gebouwd.
De tennisbaan is in 1934 aangelegd.
Aan de Herenweg is in 1865 een nieuw toegangshek geplaatst.
De grond aan de oostzijde van de Herenweg - waarop tot 1862 het oorspronkelijke huis had gestaan – werd een overtuin met een parkachtig uiterlijk. Eind 19e eeuw werd hier een bakstenen tuinmanswoning neergezet die oorspronkelijk uit twee arbeiderswoningen bestond.